# Nam Bo-ra
Nam Bo-ra (en hangul, 남보라; 27 de noviembre de 1989) es una actriz surcoreana. 

## Carrera
Miembro de una familia numerosa, Nam Bo-ra es un rostro que los espectadores ya conocían antes de convertirse en actriz. En 2005, apareció junto a sus doce hermanos en los programas Sunday Sunday Night - Choir of Angels de MBC y Human Theatre de KBS1. Entre todos ellos destacaba Bo-ra, la segunda hija, por su excepcional belleza, y aprovechó esta oportunidad para comenzar la carrera de actriz.
Participó en las películas Sunny, Don't Cry, Mommy y la serie Moon Embracing the Sun.
En mayo del 2020 se anunció que se había unido al elenco principal de la película Croissant, donde dará vida a Sung-eun, una apasionada pastelera dueña de una panadería con un corazón cálido.

## Filmografía

### Cine
| Año  | Título                 | Rol                    | Notas                          | Ref.  |
| ---- | ---------------------- | ---------------------- | ------------------------------ | ----- |
| 2010 | Death Bell 2           | Hyun-ah                |                                |       |
| 2010 | I Saw the Devil        | hija del Chief Oh      |                                |       |
| 2011 | Sunny                  | Seo Geum-ok            |                                |       |
| 2012 | Howling                | Jung-ah                |                                | [ 6 ] |
| 2012 | Horror Stories         | Bak-ji                 | Segmento "Secret Recipe"       |       |
| 2012 | Don't Cry, Mommy       | Eun-ah                 |                                |       |
| 2013 | The Suspect            | esposa de Ji Dong-chul |                                |       |
| 2015 | Moon-young             | Yeong-eun              | Cortometraje                   |       |
| 2019 | A Diamond in the Rough | Ki Soon (hija)         | También conocida como "Mother" |       |
| 2020 | Croissant              | Sung-eun               |                                |       |

### Series de televisión
| Año     | Título                         | Rol                    | Red                | Notas                 | Ref.  |
| ------- | ------------------------------ | ---------------------- | ------------------ | --------------------- | ----- |
|         | 아싸 호랭나비 II : 최극의 비후 |                        | iTV                |                       |       |
| 2006    | Look Back With a Smile         | Nam Bo-ra              | KBS2               |                       |       |
| 2010    | Road No. 1                     | Kim Soo-hee            | MBC                |                       |       |
| 2010    | Last Flashman                  | Jo Ah-ra               | KBS2               | Drama Special         |       |
| 2010    | Once Upon a Time in Saengchori | Oh Na-young            | tvN                |                       | [ 1 ] |
| 2011    | Glory Jane                     | Kim Jin-joo            | KBS2               |                       |       |
| 2012    | Moon Embracing the Sun         | Princesa Minhwa        | MBC                |                       |       |
| 2013    | Shark                          | Han Yi-hyun            | KBS2               |                       |       |
| 2013    | The Memory in My Old Wallet    | Chae Soo-ah            | KBS2               | Drama Special         |       |
| 2013    | Give Love Away                 | Song Eun-joo           | MBC                |                       |       |
| 2014    | Only Love                      | Kim Saet-byul          | SBS                |                       |       |
| 2015    | My Heart Twinkle Twinkle       | Lee Soon-jung          | SBS                |                       |       |
| 2015    | Love Detective Sherlock K      | Kang Da-hae/Sherlock-K | KBS1/Naver TV Cast | KBS Web Drama Special |       |
| 2016    | Spark                          | Son Ha-neul            | Naver TV Cast      |                       |       |
| 2017    | Lovers in Bloom                | Jin Bo-ra              | KBS1               |                       |       |
| 2021    | Penthouse: War In Life 2       | Pianista               | SBS                |                       |       |
| 2022    | Today's Webtoon                | Jang Hye-mi            | SBS                |                       | [ 7 ] |
| 2023-24 | Live Your Own Life             | Jeong Mi-rim           | KBS2               |                       | [ 8 ] |

### Programas de televisión
| Año  | Título                      | Cadena  | Papel             | Notas            |
| ---- | --------------------------- | ------- | ----------------- | ---------------- |
| 2017 | Lipstick Prince             | OnStyle | invitada          | Episodio 9       |
| 2018 | Law of the Jungle in Mexico | SBS     | miembro 2.ª parte | Episodio 320-324 |

### Presentadora
| Año  | Título                      | Función        | Ref.  |
| ---- | --------------------------- | -------------- | ----- |
| 2019 | Soribada Best K-Music Award | Copresentadora | [ 9 ] |